# Пшезводи (Єнджейовський повіт)
Пшезводи (пол. Przezwody) — село в Польщі, у гміні Водзіслав Єнджейовського повіту Свентокшиського воєводства.
Населення — 322 особи (2011).
У 1975-1998 роках село належало до Келецького воєводства.

## Демографія
Демографічна структура на день 31 березня 2011 року:
|          | Загалом | Допрацездатний вік | Працездатний вік | Постпрацездатний вік |
| -------- | ------- | ------------------ | ---------------- | -------------------- |
| Чоловіки | 165     | 29                 | 114              | 22                   |
| Жінки    | 157     | 25                 | 92               | 40                   |
| Разом    | 322     | 54                 | 206              | 62                   |